# Adéle Essle Zeiss

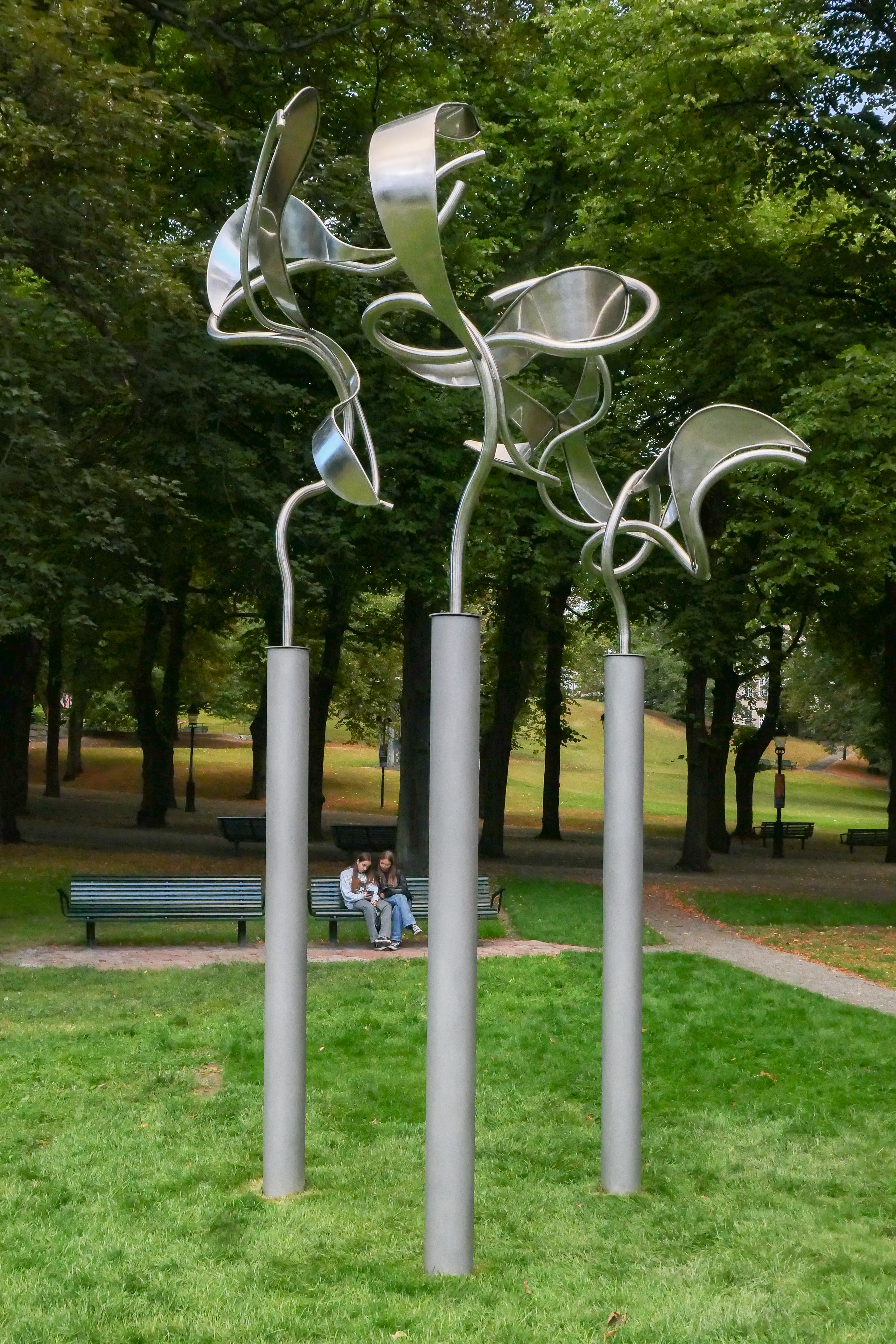
Standing Waves vid minnesplatsen för Avicii är skapat av Adèle Essle Zeiss och Liva Isakson Lundin.

Signe Adéle Essle Zeiss, född 18 september 1983 i Stockholm, är en svensk konstnär och koreograf.
Adèle Essle Zeiss arbetar med performanceverk och installationer, som bygger på grundläggande aspekter av kroppen och som fyller rummet med en förstärkt kroppslig närvaro. Hennes verk har bland annat presenterats på Accelerator och Moderna museet.
Hon använder ofta objekt för att förtydliga det som sker i kropparna. Hennes konstnärskap har sitt ursprung i dans och koreografi.
Hon tog examen 2002 vid Kungliga Svenska Balettskolans moderna linje och 2018 Kungl. Konsthögskolans femåriga program i fri konst. 
På uppdrag av Stockholms stad skapade hon och konstnären Liva Isakson Lundin 2022 en konstnärlig gestaltning till minne av den svenske musikern Avicii. Standing Waves består av tre skulpturala former på var sitt högsmalt podium i Humlegården.
2025 tilldelades hon stipendium från Stiftelsen Marianne och Sigvard Bernadottes Konstnärsfond.